# Sirès
Sirès (sovint escrit Cirés) és un poble al terme municipal de Bonansa, pertanyent a la comarca de la Ribagorça, província d'Osca, comunitat autònoma d'Aragó. Sirès és a l'esquerra del barranc de Sirès, afluent de la Noguera Ribagorçana, per la dreta, al Pont de Suert. Està situat a 1060 metres d'altitud sobre el nivell del mar.
De la seva església parroquial (Sant Cristòfol) depenien Buira, Gavarret i Espolla, a més dels santuaris de la Mare de Déu de la Mola i de Sant Bartomeu.

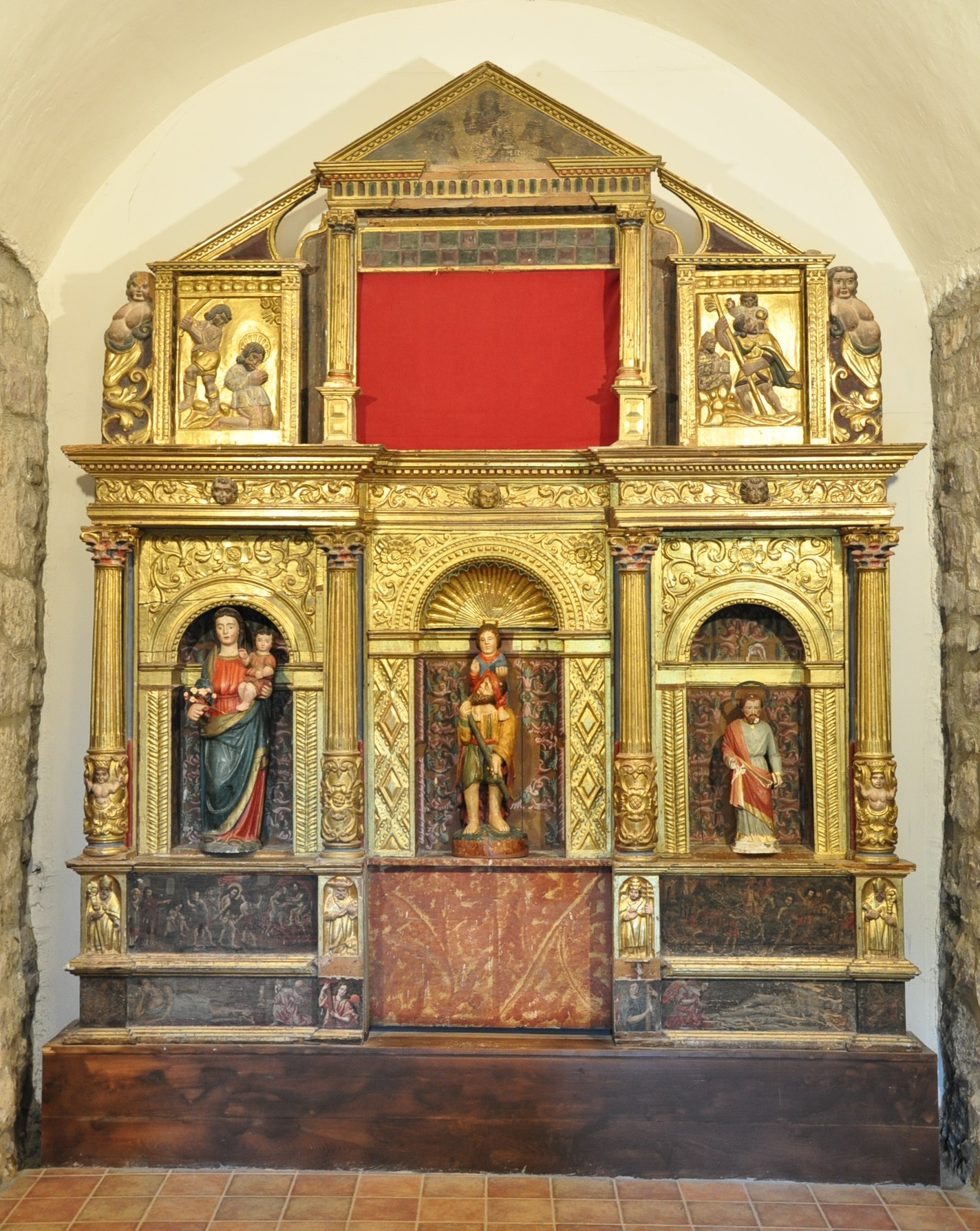
Retaule (segle 17) de Sant Cristòfol, de l'església de Sirès, exposat al "Museu d'Art Sacre de la Ribagorça" en El Pont de Suert (Catalunya).

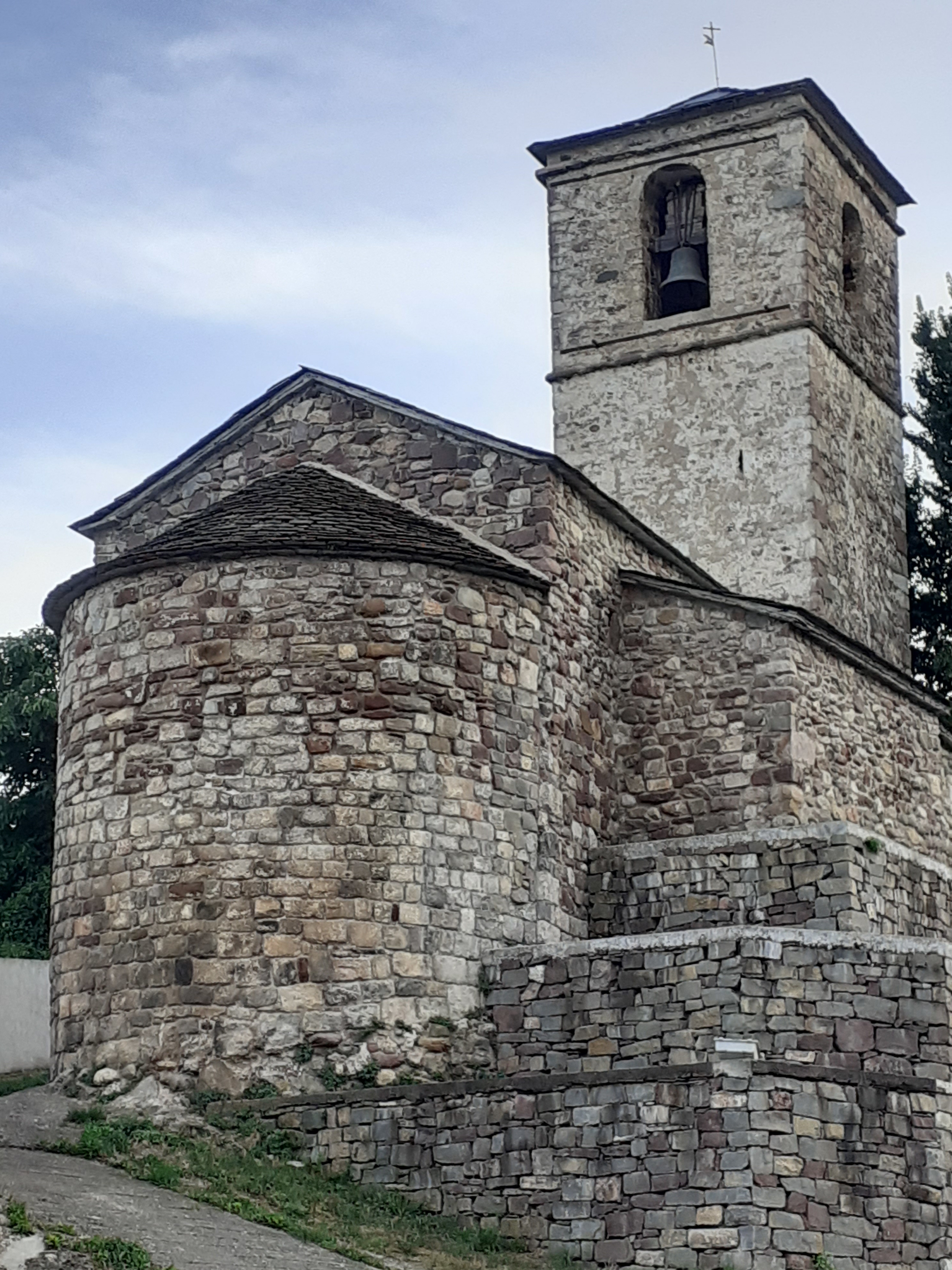
Església de San Cristòfol de Sirès